# الحيادنة (خيران المحرق)

تعديل مصدري - تعديل

الحيادنة هي إحدى قرى عزلة مسروح بمديرية خيران المحرق التابعة لمحافظة حجة، بلغ تعداد سكانها 43 نسمة حسب تعداد اليمن لعام 2004.